# Fermín Mármol León
Fermín Porfirio Mármol León (Caracas, 4 de mayo de 1936-Caracas, 3 de febrero de 2011) fue un abogado, criminalista, funcionario público, político, docente y escritor venezolano. Fue Director del Cuerpo Técnico de Policía Judicial, Director de la Dirección de los Servicios de Inteligencia y Prevención y Ministro de Justicia de Venezuela.
Escritor reconocido, fue autor de cinco libros basados en su experiencia policial, «Asesinato en el bloque 76» (1982), «Cuatro rostros del delito» (1991), «Confidencias de un Gabinete» (1994) y «La danza de las Luciérnagas» (2008). No obstante, el más destacado,  famoso y reconocido fue «Cuatro crímenes, cuatro poderes» (1979), alabado por la crítica y catalogado de best-seller, vendiendo más de 700.000 copias y con 23 ediciones lanzadas, siendo considerado como uno de los libros más exitosos de la Historia de Venezuela y que sirvió de inspiración para las películas Cangrejo  y Cangrejo II, dirigidas por Román Chalbaud.
Policía de carrera, Mármol León trabajó durante décadas en la Policía Técnica Judicial, siendo asignado policía desde los inicios de dicha institución en 1958, hasta su retiro de la misma, periodo en el cual asistió a cumbres, cursos en el extranjero, tanto en calidad de estudiante como de delegado, además de participar en la resolución de centenares de crímenes, de diferente índole, desempeñándose en una brillante carrera dentro de los cuerpos policiales. Igualmente, Fermín se especializó en criminalística y estudió Derecho, además de obtener un Doctorado en Ciencias Políticas, ejerciendo como profesor de investigación criminal y de criminalística.
Recibió diversas condecoraciones, reconocimientos, diplomas, fruto de la ardua labor policial efectuada, que incluyen la Orden Francisco de Miranda en su segunda clase; “Distinción al mérito de la OIPC-INTERPOL”, “La Cruz de la policía Metropolitana” en su segunda clase; Diploma de reconocimiento de la comandancia general del ejército y un Reconocimiento del Colegio de Odontólogos de Venezuela.

## Inicios y formación policial
Fermín nació en Caracas. Siendo estudiante de quinto año de petróleo y minas, ingresa, en el año 1958 al cuerpo técnico de la policía judicial (PTJ) como detective. Ese mismo año es enviado a la escuela de la P.T.J. de donde después de un curso de casi 12 meses egresa como subinspector. Realiza durante su carrera policial diversos cursos de especialización, muchos de ellos en el extranjero: Policía Federal de Argentina, Curso de Investigación Criminal en la academia de Fort Davis, donde se graduó como el estudiante de honor, ocupando el primer puesto de dos cursos de ochenta participantes que representaron 8 países. Estudios superiores de criminalística en Alemania. Pasantía en la policía de Roma-Italia, Zúrich-Suiza. Representa a Venezuela como miembro de la delegación venezolana a la OIPC-INTERPOL Realizada en Lima-Perú; también asiste a la reunión de Interpol en Bruselas-Bélgica y en Caracas-Venezuela. Asiste al primer congreso de victimología efectuado en la Universidad de Jerusalén-Israel.

## Carrera policial
Desde el momento de su ingreso hasta su retiro del Cuerpo Técnico de Policía Judicial, aparte de procurar dotarse de una notoria formación y desempeñarse como facilitador y profesor, Mármol León se destacó por ser uno de los investigadores más eficaces de la institución, liderando casos de diferente índole, secuestros, robos, asesinatos, entre otros. Ello lo llevó a ascender dentro del cuerpo policial hasta convertirse en Jefe Nacional de Investigaciones de la PTJ, que vendría siendo la tercera posición de más rango dentro de la institución.
Por sus manos pasaron variedad de casos, de gran renombre y tan polémicos como conocidos, tal como los serían el Caso del Padre Biaggi en los años 60, a quien se acusó de violar y asesinar a su hermana, caso que Mármol León supo sacar adelante, pero que una vez que fue entregado a las manos de la justicia, con todas la pruebas necesarias para una condena, acabó con la absolución del culpable.
Igualmente conocido fue su participación como Jefe de Investigaciones de la PTJ, en el Caso Vegas Pérez, el cual él mismo dirigió, y que trataba del secuestro y asesinato del hijo menor de Martín Vegas Pacheco, acaecido el 22 de febrero de 1973 cuyo principal indiciado fue el hijo de una de las familias más acaudaladas y poderosas de Venezuela, José Luis "Caramelo" Branger, quien gracias a los manejos de su familia nunca pudo ser procesado, hecho que perjudicó a Mármol León en su carrera dentro de la Policía Técnica Judicial.

## Carrera pública
Tras su retiro de la Policía Técnica Judicial, publicó en 1978 su primer y más exitoso libro, «Cuatro crímenes, cuatro poderes», el cual expuso abiertamente el peso de los poderes fácticos, específicamente el militar, el político, el económico y el religioso, sobre el sistema de justicia venezolano. El libro resultó en un éxito tremendo, siendo aclamado por la crítica nacional y vendiendo más de 700.000 copias hasta la fecha. Al respecto el reconocido escritor y humanista venezolano, Arturo Uslar Pietri, escribió:

"De los libros que he leído, este el peor escrito pero el más interesante"

En lo progresivo publica cuatro libros más, a saber: «Asesinato en el bloque 76» (1982), «Cuatro rostros del delito» (1991), «Confidencias de un Gabinete» (1994) y «La danza de las Luciérnagas» (2008)., todos referentes a su experiencia policial y al manejo dado a cada caso criminal por las diferentes instituciones, tanto policiales, como políticas y judiciales. Alcanzó el cargo de Director de la PTJ, que detentó durante el gobierno de Luis Herrera Campíns, desde 1978 a 1984. Con la designación de Ramón J. Velásquez como Presidente de Venezuela, Fermín Mármol León, fue llamado por él para asumir el cargo de Ministro de Interior y Justicia, el cual detentó hasta 1994.